# Adobe Font Development Kit for OpenType
Adobe Font Development Kit for OpenType (AFDKO en sigle) est une collection d’outils de ligne de commande pour la modification et la vérification de fontes OpenType, distribué gratuitement par Adobe sous licence libre Apache 2.0. Les outils permettent de contrôler le positionnement et les substitutions des glyphes. AFDKO est incorporé dans plusieurs logiciels de création de caractères dont notamment FontLab Studio, Glyphs et RoboFont. Les définitions AFDKO des fonctionnalités OpenType peuvent aussi être importées et exportées avec FontForge.